# تاریخچه مراقبت از زخم
تاریخچه مراقبت از زخم از پیشاتاریخ تا پزشکی مدرن امتداد دارد. زخم‌ها به‌طور طبیعی خود به خود بهبود می‌بایند، اما شکارچی-گردآورنده متوجه شده بودند که برخی عوامل و برخی گیاه‌درمانی می‌توانند روند بهبود را تسریع یا تسهیل کنند، به‌ویژه در صورت شدید بودن آسیب. در تاریخ باستان، پس از آن، ضرورت بهداشت و توقف خونریزی درک شد و تکنیک‌های پانسمان زخم و جراحی توسعه یافت. در نهایت ، نظریه میکروبی بیماری‌ها به بهبود مراقبت از زخم نیز کمک کرد.

## شیوه پزشکی باستانی

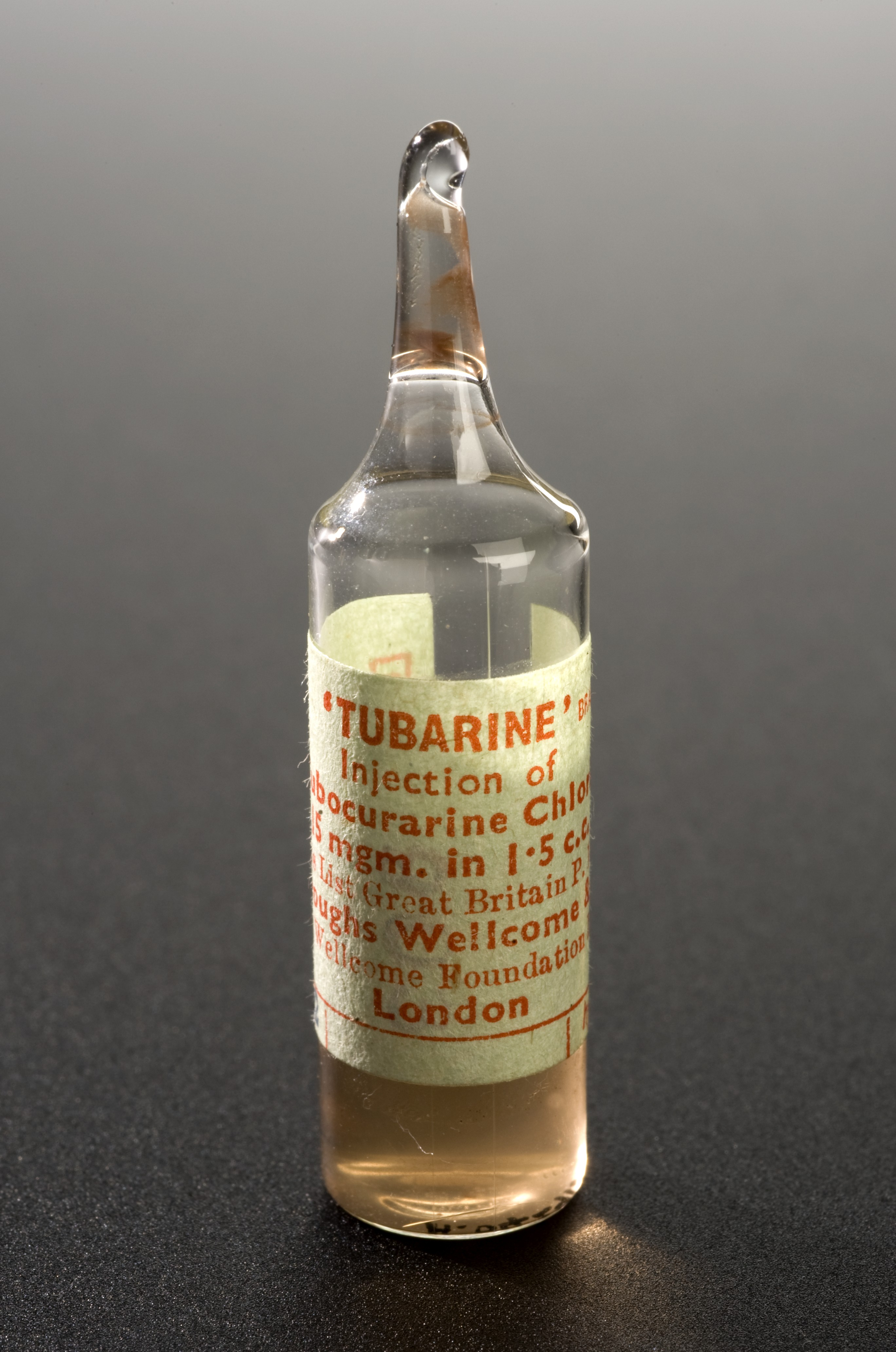
ظرف شیشه‌ای حاوی کلرید توبوکورارین توبوکورارین در دوران باستان به عنوان سم استفاده می‌شد، اما در قرن بیستم به عنوان شل‌کننده عضلات مورد استفاده قرار گرفت.

با گذر زمان، تمدن‌های مختلف شروع به ساخت درمان‌های دارویی گیاهی مخصوص به خود برای درمان زخم‌ها کردند؛ این درمان‌ها بسته به درختان، درختچه‌ها یا سایر انواع گیاهانی که در محیط زیست آن‌ها وجود داشت، متفاوت بود. این درمان‌های گیاهی، قدیمی‌ترین شکل از درمان زخم به‌شمار می‌روند. منطقی است فرض شود که این روش‌ها در ابتدا چندان ایمن نبوده‌اند، چراکه ممکن بود به دلیل مصرف بیش از حد یا انتخاب نادرست گیاهان، به جای درمان باعث آسیب شوند، تا زمانی که گیاه مؤثر شناسایی گردد. با این حال، بسیاری از مردم باستانی که وظیفه درمانگری را از طریق استفاده از گیاهان بر عهده داشتند، با گیاهان دارویی بومی منطقه خود که می‌توانستند به آسیب‌دیدگان کمک کنند، آشنایی کامل داشتند. این دانش از طریق تجربه و تکرار به دست آمده و منتقل می‌شد؛ به این صورت که درمانگران بارها از یک داروی گیاهی برای نوع خاصی از زخم استفاده می‌کردند و با باور به تأثیر مثبت آن بر روند بهبود، آن را به کار می‌بردند.
بسیاری از داروها و سموم گیاهی باستانی، امروزه به عنوان الگوهایی برای پزشکی مدرن مورد استفاده قرار می‌گیرند. برای نمونه، کورار که سمی باستانی برای نیزه در آمریکای جنوبی بود، در قرن بیستم به عنوان شل‌کننده عضلانی توبوکورارین کلراید مورد استفاده قرار گرفت. افراد بومی قبیله‌ها، مشاهدات گوناگونی در خصوص اثرات بخش‌های مختلف گیاهان ــ مانند ریشه‌ها، برگ‌ها و غیره ــ بر انواع خاصی از زخم‌ها انجام می‌دادند. آن‌ها همچنین بررسی می‌کردند که کدام فصل، زمان از روز یا وضعیت ماه باعث فعال‌تر شدن یک گیاه می‌شود. با این حال، موارد اخیر (مانند فازهای ماه) در مقایسه با بخش‌های مختلف گیاه یا فصل رشد، تأثیر کمتری در شکل‌گیری پزشکی مدرن داشته‌اند.